# Mageina Tovah
Mageina Tovah (Honolulu, Hawái, 26 de julio de 1979) es una actriz estadounidense. Es conocida por sus papeles como Glynis Figliola en la serie Joan de Arcadia y como Ursula Ditkovich en las películas de Spider-Man de Sam Raimi.

## Primeros años
Tovah nació en Honolulu, Hawái, donde su padre era un psiquiatra del Ejército de Estados Unidos, y su madre era una terapeuta física del Ejército. Su familia luego se mudó a Clarksville, Tennessee, y después a Nashville. Mageina tiene una hermana, Revecca Begtrup, quien es pediatra y psiquiatra en Nueva Orleans. Se graduó de la secundaria a los 16 años. Luego se mudó a Bogotá y a Los Ángeles.[cita requerida]

## Carrera
Aparte de un papel en Joan de Arcadia, los créditos de Tovah en televisión incluyen Buffy the Vampire Slayer, NYPD Blue, Six Feet Under, The Shield, Cold Case, Crossing Jordan, The Finder (episodio "The Inheritance") y Private Practice.[cita requerida]
Sus créditos en el cine incluyen Bob Esponja: La Película, Dark Heart, Failure to Launch, Bickford Shmeckler's Cool Ideas y un papel recurrente como Ursula Ditkovich en las películas Spider-Man 2 y Spider-Man 3.[cita requerida]
Tovah también hizo una aparición en el vídeo musical Beautiful de Christina Aguilera.[cita requerida]
En 2011, tuvo una aparición en la serie American Horror Story.[cita requerida]

## Filmografía

### Cine
| Año  | Título                          | Papel                | Notas                               |
| ---- | ------------------------------- | -------------------- | ----------------------------------- |
| 2001 | Virus Man                       | Muchacha joven       |                                     |
| 2002 | Dine & Shine                    |                      |                                     |
| 2002 | Reflections of Evil             |                      | Directo-en-DVD                      |
| 2003 | The Pool at Maddy Breaker's     | Louise               | Película de televisión              |
| 2003 | Hope Abandoned                  | Maid                 | Corto                               |
| 2004 | Y.M.I.                          | Nevermore            |                                     |
| 2004 | Spider-Man 2                    | Ursula Ditkovich     |                                     |
| 2004 | Sleepover                       | Muchacha al teléfono |                                     |
| 2004 | The SpongeBob SquarePants Movie | Usher                | Voz                                 |
| 2004 | White Chicks                    | Shanon               |                                     |
| 2005 | Waterborne                      | Lillian              | Directo-a-DVD                       |
| 2006 | Dark Heart                      | Jessica              |                                     |
| 2006 | Bickford Shmeckler's Cool Ideas | Sam                  |                                     |
| 2006 | In from the Night               | Priscilla Miller     | Película de televisión              |
| 2006 | Failure to Launch               | Barista              |                                     |
| 2007 | Spider-Man 3                    | Ursula Ditkovich     |                                     |
| 2007 | Live!                           | Kelly                | Directo-a-DVD                       |
| 2008 | The Walking Wounded             | Sadie                | Corto                               |
| 2008 | Dream from Leaving              |                      |                                     |
| 2012 | Neighbors                       | Sara Jerritt         | Corto                               |
| 2012 | The Factory                     | Brittany             | Directo-a-DVD                       |
| 2013 | Decoding Annie Parker           | Ellen                |                                     |
| 2015 | Suburban Memoir                 | Sra. R               | Corto. Llamado también: "Holy Land" |
| 2016 | No Stranger Pilgrims            | Olivia               | Corto                               |
| 2016 | Hux                             | Hux                  | Corto; También Escritora / Director |
| 2016 | Eliza Sherman's Revenge         | Jodi Kromwell        |                                     |

### Televisión
| Año       | Título                              | Papel                 | Notas                                                       |
| --------- | ----------------------------------- | --------------------- | ----------------------------------------------------------- |
| 2001      | The Guardian                        | Debbie                | Episodio: "Feeding Frenzy"                                  |
| 2001      | Buffy the Vampire Slayer            | Jonesing Girl         | Episodio: "Wrecked"                                         |
| 2002      | NYPD Blue                           | Anne Knepper          | Episodio: "Half-Ashed"                                      |
| 2003      | Six Feet Under                      | Pink-Haired Girl      | Episodio: "The Eye Inside"                                  |
| 2003      | Boston Public                       |                       | Episodio: "Chapter Sixty-One"                               |
| 2003–2005 | Joan of Arcadia                     | Glynis Figliola       | 23 episodios                                                |
| 2004–2008 | The Shield                          | Farrah                | 2 episodios                                                 |
| 2004      | Strong Medicine                     | Trinity               | Episodio: "Omissions"                                       |
| 2005      | Crossing Jordan                     | Laura Bennett         | Episodio: "Death Goes On"                                   |
| 2006      | Half & Half                         | Ginny                 | Episodio: "The Big Diva Down Episode"                       |
| 2006      | Cold Case                           | Crystal Eckersdorf    | Episodio: "Joseph"                                          |
| 2007      | Standoff                            | Gwen Keegan           | Episodio: "Road Trip"                                       |
| 2007      | Private Practice                    | Rebecca Hobart        | Episodio: "In Which Addison Has a Very Casual Get Together" |
| 2009      | Bones                               | Madame Nina           | Episodio: "Double Trouble in the Panhandle"                 |
| 2009      | Lie to Me                           | Natalie               | Episodio: "Blinded"                                         |
| 2010      | Southland                           | Misty                 | Episodio: "Maximum Deployment"                              |
| 2010–2011 | Hung                                | Christina             | 3 episodios                                                 |
| 2010      | Chase                               | Missy                 | Episodio: "Above the Law"                                   |
| 2011      | Breakout Kings                      | Jill Kincaid          | Episodio: "Collected"                                       |
| 2011      | The Mentalist                       | Constance             | Episodio: "Rhapsody in Red"                                 |
| 2011      | American Horror Story: Murder House | Bianca                | Episodio: "Home Invasion"                                   |
| 2012      | Shameless                           | Kim Furtado           | Episodio: "I'll Light a Candle for You Every Day"           |
| 2012      | The Finder                          | Joyce Weatherby       | Episodio: "The Inheritance"                                 |
| 2012      | CSI: NY                             | Eva Mason             | Episodio: "Reignited"                                       |
| 2012      | Obama: What He's Done               | Herself               | Película de televisión                                      |
| 2013      | Scandal                             | Molly Ackerman        | 2 episodios                                                 |
| 2015      | How to Get Away with Murder         | Jolene Samuels        | Episodio: "Mama's Here Now"                                 |
| 2015      | You're the Worst                    | Amy Cadingle          | 5 episodios                                                 |
| 2016      | Castle                              | Veronica Harris       | Episodio: "G.D.S."                                          |
| 2016–2020 | The Magicians                       | Zelda, Head Librarian | 19 episodios                                                |